# Methionopsis dolor
Methionopsis dolor är en fjärilsart som beskrevs av Evans 1955. Methionopsis dolor ingår i släktet Methionopsis och familjen tjockhuvuden. Inga underarter finns listade i Catalogue of Life.